# Finanzamt Ansbach
Das Finanzamt Ansbach ist eine örtliche Behörde der Finanzverwaltung in Bayern und das Finanzamt der kreisfreien Stadt Ansbach sowie des Landkreises Ansbach. Es untersteht dem Bayerischen Landesamt für Steuern in München und hat die Bundesfinanzamtsnummer 9203. Das Finanzamt Ansbach befindet sich heute in der Mozartstraße 25. Es unterhält Außenstellen in Dinkelsbühl und Rothenburg ob der Tauber.

## Geschichte

### Vorgeschichte
Durch die Verordnung vom 19. August 1808 führte Montgelas eine Neuorganisation der Steuerbehörden durch und ließ die Finanzverwaltung von Rentämtern übernehmen. Dadurch kam es zur Auflösung des Kammeramtes Ansbach, dessen Sprengel ungefähr dem Oberamt Ansbach entsprach. An seine Stelle traten das Rentamt Ansbach und das Rentamt Herrieden. Das Rentamt Ansbach war nur für den Bereich des neu geschaffenen Landgerichtes Ansbach zuständig. Dieses wurde in 26 Steuerdistrikte unterteilt.
1880 wurde das Rentamt Colmberg aufgehoben und dessen Amtsbereich dem Rentamt Ansbach einverleibt. Das Rentamt Colmberg war von 1808 bis 1879 für die Finanzverwaltung des Landgerichts Leutershausen zuständig. Der Sitz war die Burg Colmberg und wurde aus rein pragmatischen Gründen gewählt, da es in Leutershausen dafür keine geeigneten Räumlichkeiten gab. Das Rentamt wurde 1808 in 20 Steuerdistrikte aufgeteilt. Bis 1824 war es auch für die fünf Steuerdistrikte des Herrschaftsgerichtes Schillingsfürst zuständig. Am 1. April 1832 kamen die Ruralgemeinden Burghausen und Poppenbach hinzu.

### Geschichte
Im Zuge des Weimarer Abkommens wurde das Rentamt zum 1. Oktober 1919 in die neu errichtete Reichsfinanzverwaltung übernommen. Am 1. April 1920 erfolgte die Umbenennung in Finanzamt Ansbach. Ab dem 1. Januar 1929 war dieses auch zuständig für den Bereich der zum gleichen Zeitpunkt aufgelösten Finanzämter Heilsbronn und Herrieden.
Im Zuge der Gebietsreform in Bayern kamen zum Altlandkreis Ansbach die 1972 aufgelösten Landkreise Dinkelsbühl, Feuchtwangen, Rothenburg sowie die kreisfreien Städte Dinkelsbühl und Rothenburg hinzu. Das Finanzamt Feuchtwangen wurde 1943 aufgelöst, während die Finanzämter Dinkelsbühl und Rothenburg 1973 in Zweigstellen umgewandelt wurden. Von dem Finanzamt Gunzenhausen wurden im selben Jahr einige Gemeinden abgetreten.

## Gebäude

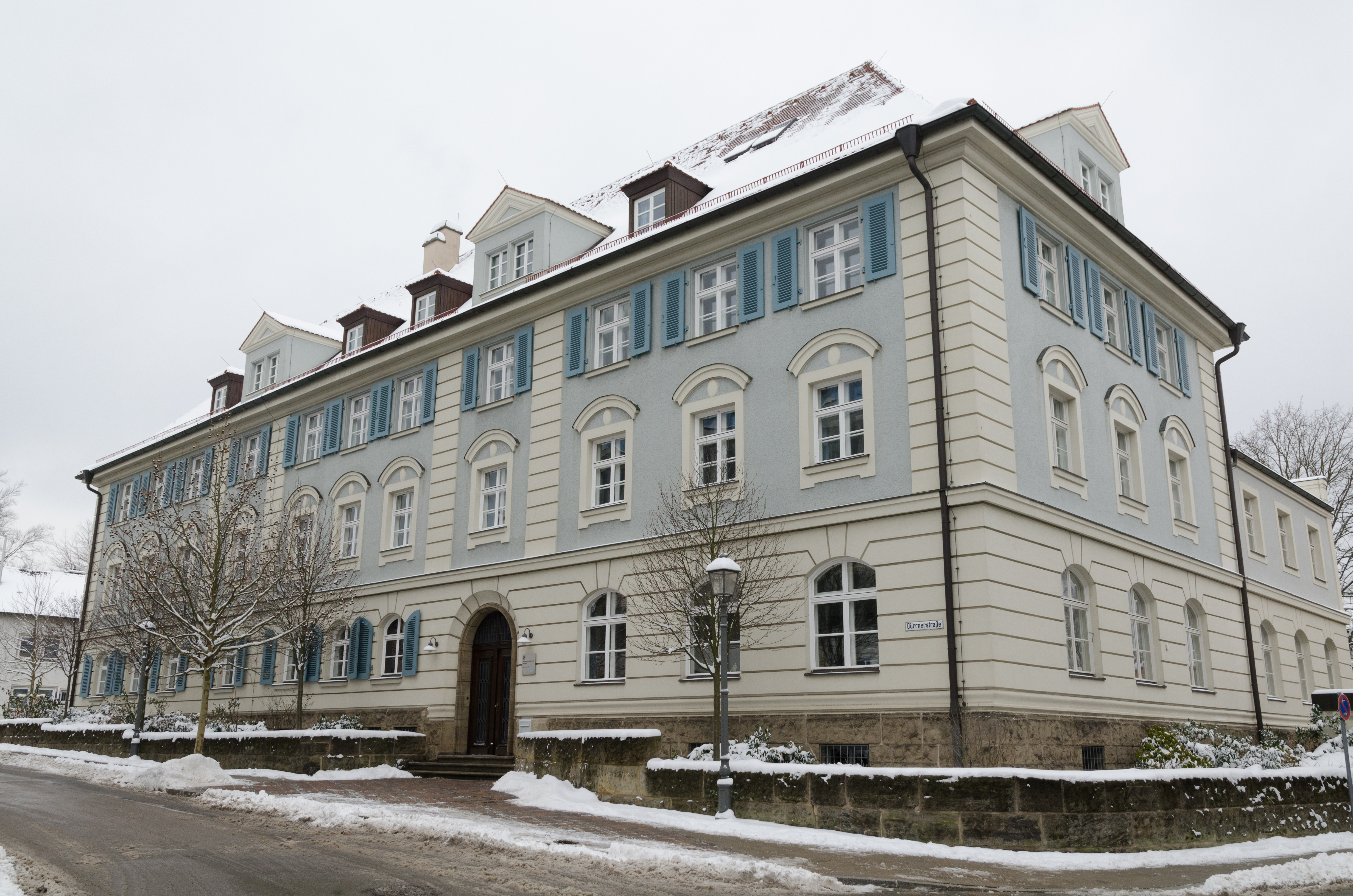
Ehemaliges Finanzamt in der Dürrnerstraße

Das erste Ansbacher Rentamt befand sich in der heutigen Kannenstraße 3 (⊙). 1885 wurde der Sitz in die Jägerkaserne in der heutigen Bischof-Meiser-Straße (⊙) verlegt. 1927 errichtete die Reichsfinanzverwaltung in der Dürrnerstraße 2 (⊙) ein neues Finanzamtsgebäude. Das heutige Gebäude in der Mozartstraße 25 (⊙) wurde im November 1978 fertiggestellt.